# Зайчук, Борис Александрович
Бори́с Алекса́ндрович Зайчу́к (27 августа 1949, Староконстантинов, Хмельницкая область — 9 октября 2023) — украинский педагог, политолог, экономист, дипломат. Глава правления Пенсионного фонда Украины (1996—2008, 2010—2012), член Координационного совета по вопросам внутренней политики, член Политсовета НДП, чрезвычайный и полномочный посол Украины в Чехии (2012—2016). Заслуженный работник социальной сферы Украины.

## Биография
Родился 27 августа 1949 года в Староконстантинове Хмельницкой области. С сентября 1966 по июль 1967 работал слесарем в ремонтно-строительном управлении Жовтневого района Киева.
В 1971 году окончил Киевский педагогический институт имени Горького по специальности «Украинский язык и литература». Работал учителем в Белогородской средней школе Киево-Святошинского района Киевской области.
В 1972—1973 годах проходил срочную военную службу.
В 1974—1986 годах — директор Бобрицкой, Гореничской, Белогородской средних школ Киево-Святошинского района.
С февраля 1986 по май 1992 — заместитель председателя исполкома Киево-Святошинского районного совета.
В 1991 году окончил Киевский институт политологии и социального управления по специальности «политолог».
С мая 1992 по сентябрь 1993 — заместитель главы Киево-Святошинской райгосадминистрации.
С сентября 1993 — заместитель главы правления Пенсионного фонда Украины.
С 6 января 1996 по январь 2008 — глава правления Пенсионного фонда Украины.
В 2000 году окончил Киевский национальный торгово-экономический университет по специальности «Финансы». В 2002 году защитил кандидатскую диссертацию на тему «Организационно-экономический механизм построения в Украине трехуровневой системы пенсионного обеспечения».
С января 2008 по август 2009 — заместитель секретаря СНБО Украины.
С сентября 2009 по март 2010 — чрезвычайный и полномочный посол Украины в Хорватии.
С марта 2010 по 1 ноября 2012 — вновь глава Пенсионного фонда Украины.
С 1 ноября 2012 по 19 августа 2016 — посол Украины в Чехии.
Причина отставки: участие в скандале, связанном с попыткой освобождения из чешской тюрьмы ливанца Али Файяда, обвиняемого в нелегальной торговле оружием и связях с террористами.
Скончался 9 октября 2023 года.

## Дипломатический ранг
- Чрезвычайный и полномочный посол (2014)[6].

## Семья
- Жена — Людмила Петровна (1950), учитель.
- Дочери — Светлана (1975) и Елена (1977).
- Брат-близнец — Валентин Зайчук, экс-министр образования Украины.

## Награды
- Орден князя Ярослава Мудрого IV и V степеней.
- Орден «За заслуги» III степени (Украина).
- Почётная грамота Кабинета Министров Украины.
- Звание «Заслуженный работник социальной сферы Украины».